# Rhorus chrysopus
Rhorus chrysopus là một loài tò vò trong họ Ichneumonidae.